# Noah Bögli
Noah Bögli, né le 1er août 1996, est un coureur cycliste suisse.

## Biographie
Noah Bögli est né dans une famille d'origine biennoise. Ancien pratiquant de motocross, il commence le cyclisme sur le tard, à l'âge de vingt-deux ans. Dans un premier temps, il tente une reconversion en VTT. Il bascule toutefois rapidement vers les compétitions sur route. 
En 2021, il s'impose à deux reprises dans des courses contre-la-montre en Suisse, grâce à ses qualités de rouleur. Il se classe également troisième du Circuit de Cesa en Italie. L'année suivante, il devient champion de Suisse du contre-la-montre dans la catégorie des élites nationaux.  
Lors de la saison 2023, il participe notamment aux championnats d'Europe sur piste à Granges. Il termine par ailleurs troisième du championnat de Suisse du contre-la-montre, derrière Stefan Bissegger et Yannis Voisard. Il conserve à cette occasion son titre de champion national chez les élites nationaux. 

## Palmarès sur route

### Par années
- 2019
  - GP Oberbaselbiet
- 2021
  - Chrono de la Sionge
  - 2e du championnat de Suisse du contre-la-montre élites nationaux
  - 3e du Circuit de Cesa
- 2022
  -  Champion de Suisse du contre-la-montre élites nationaux
  - Chrono de la Sionge
  - 3e du championnat de Suisse sur route élites nationaux
- 2023
  -  Champion de Suisse du contre-la-montre élites nationaux
  - Contre-la-montre des Bisons
  - 3e du Tour du Jura
  - 3e du championnat de Suisse du contre-la-montre
- 2024
  - Souvenir Patrick-Metz :
    - Classement général
    - 1re étape (contre-la-montre)[3]

  - GP Cham-Hagendorn
  - Radsporttage Gippingen
  - 2e du Gran Premio Ticino
  - 2e du championnat de Suisse du contre-la-montre élites nationaux
  - 2e du championnat de Suisse sur route élites nationaux
  - 3e du Grand Prix de Saint-Étienne Loire
  - 3e du Triptyque ardennais
- 2025
  -  Champion de Suisse du contre-la-montre élites nationaux
  - Tour du Loiret

### Classements mondiaux
| Année                                 | 2023  | 2024  |
| ------------------------------------- | ----- | ----- |
| Classement mondial                    | 1831e | 2445e |
|                                       |       |       |
| Légende : nc = non classéSource : UCI |       |       |

## Palmarès sur piste

### Championnats d'Europe
| Édition / Épreuve   | Poursuite individuelle | Poursuite par équipes |
| Granges 2023        | 14e                    | 7e                    |
| Heusden-Zolder 2025 |                        | Bronze                |

### Championnats nationaux
- 2023
  - 2e de la poursuite individuelle
  - 2e de la course aux points
- 2024
  -  Champion de Suisse de course aux points